# Zuerchermyia
Zuerchermyia là một chi ruồi thuộc họ Stratiomyidae.

## Loài
- Zuerchermyia bequaerti (Curran, 1932)[3]
- Zuerchermyia festiva (Walker, 1854)[4]
- Zuerchermyia malachitis (Lindner, 1928)[2]
- Zuerchermyia princeps (Gerstaecker, 1857)[5]
- Zuerchermyia pustulosa (James, 1938)